# 蝎尾菊
蝎尾菊（学名：Koelpinia linearis）是菊科蝎尾菊属的植物。分布在哈萨克斯坦、乌兹别克斯坦、北非、西亚、俄罗斯以及中国大陆的新疆塔里木河流域、西藏等地，生长于海拔450米至1,000米的地区，一般生于荒漠砾石地，目前尚未由人工引种栽培。